# مارک ولر
مارک ولر (انگلیسی: Marc Weller؛ زادهٔ ۲۷ اکتبر ۱۹۵۱) بازیکن فوتبال اهل فرانسه است.
از باشگاه‌هایی که در آن بازی کرده‌است می‌توان به باشگاه فوتبال باستیا، باشگاه فوتبال آنژه، و باشگاه فوتبال تولوز اشاره کرد.